# Fizulinski rajon
Fizulinski ili Fuzulinski rajon (azerski: Füzuli rayonu, armenski: Ֆիզուլիի շրջան) je jedan od 66 azerbajdžanskih rajona. 
Fizulinski rajon nalazi se na jugu Azerbajdžana na granici s Iranom. Središte rajona je Fizuli. Površina Fizulinskog rajona iznosi 1.380 km². Fizulinski rajon je prema popisu stanovništva iz 2009. imao 115.495 stanovnika, od čega su 56.723 muškarci, a 58.772 žene.
Fizulinski rajon se sastoji od 18 seoskih općina.
Oko polovica rajona je u Prvog rata u gorskom Karabahu došla pod kontrolu Gorskog Karabaha, a u drugom ratu 2020. je u potpunosti vraćen pod nadzor Azerbajdžana.